# Beylikova
Beylikova ist eine Stadtgemeinde (Belediye) im gleichnamigen Ilçe (Landkreis) der Provinz Eskişehir in der türkischen Region Zentralanatolien und gleichzeitig ein Stadtbezirk der 1993 gebildeten Büyükşehir Belediyesi Eskişehir (Großstadtgemeinde/Metropolprovinz). Beylikova ist seit der Gebietsreform ab 2013 flächen- und einwohnermäßig identisch mit dem Landkreis.

## Geografie
Beylikova liegt im Zentrum der Provinz, etwa 60 Kilometer östlich des Zentrums von Eskişehir. Der Kreis/Stadtbezirk grenzt im Osten an Mihalıççık, im Südosten an Sivrihisar, im Südwesten an Mahmudiye und im Westen an Alpu. Der Ort liegt an einer Verbindungsstraße von der E-90 nach Mihalıççık, im Tal des Flusses Porsuk Çayı. Im Norden liegt ein Teil des Gebirges Sündiken Dağları. Im Süden des Ilçe gibt es zwei kleine Seen, den Kızılcaören Göleti und den Kaymaz Barajı an der Grenze zu Sivrihisar.
Beylikova erhielt laut Stadtlogo 1955 den Status einer Belediye (Gemeinde) und war bis zur Bildung des gleichnamigen Landkreises 1987 ein eigener Bucak im Kreis Mihalıçcık.
Durch Beylikova führt die Strecke der Anatolischen Eisenbahn von Istanbul-Haydarpaşa nach Ankara.

## Verwaltung
(Bis) Ende 2012 bestand der Landkreis aus der Kreisstadt und 21 Dörfern (Köy), die während der Verwaltungsreform 2013/2014 in Mahalle (Stadtviertel/Ortsteile) überführt wurden, die vier bestehenden Mahalle der Kreisstadt blieben erhalten. Durch die der Dörfer zu Mahalle stieg deren Anzahl auf 25. Ihnen steht ein Muhtar als oberster Beamter vor.
Ende 2020 lebten durchschnittlich 249 Menschen in jedem Mahalle, 1.095 Einw. im bevölkerungsreichsten (Yeni Mah.).